# Niskasaari (ö i Lappland, Östra Lappland, lat 67,32, long 27,51)
Niskasaari är en ö i Finland. Den ligger i vattendraget Kitinen och i kommunen Pelkosenniemi i den ekonomiska regionen  Östra Lapplands ekonomiska region  och landskapet Lappland, i den norra delen av landet, 800 km norr om huvudstaden Helsingfors. Öns area är 0,5 hektar och dess största längd är 100 meter i sydväst-nordöstlig riktning.